# اریس (بارسلونا)
اریس (بارسلونا) (به اسپانیایی: Òrrius) یک شهرستان در اسپانیا است که در بارسلونس واقع شده‌است.

## خصوصیات
اریس ۵٫۶۶ کیلومترمربع مساحت و ۶۴۰ نفر جمعیت دارد و ۲۶۹ متر بالاتر از سطح دریا واقع شده‌است.